# Chlamydomonas pertusa
Chlamydomonas pertusa là một loài tảo trong họ Chlamydomonadaceae, thuộc chi Chlamydomonas.